# ماس که نادا
«ماس که نادا!» (به پرتغالی: Mas, que Nada!؛ پرتغالی برزیلی:[mas ki ˈnadɐ]) به معنای چیزی نیست! آهنگی است که در سال ۱۹۶۳ توسط جورج بن جور نوشته و اجرا شد. در سال ۱۹۶۶ سرجیو مندس یک نسخهٔ کاور شده از این ترانه را تولید کرد. این اثر توسط نسخهٔ برزیلی رولینگ استون به عنوان یکی از پنج آهنگ برتر برزیلی برگزیده شد. در سال ۲۰۱۳ میلادی آهنگ «ماس که نادا» در تالار مشاهیر گرمی لاتین جای یافت.

## معنای عنوان
برزیلی‌ها در زبان محاوره از عبارت Mas que nada (یا خلاصتاً que nada) برای این که بگویند «اشکالی ندارد» یا «اتفاق خاصی نیفتاده» استفاده می‌کنند.
در بعضی جای‌ها به اشتباه از عبارت Mais que nada (که در زبان پرتغالی به معنای «بیش از هیچ» است) بهره جستند که مفهوم کاملاً متفاوتی دارد. همچنین نباید این نام با عبارت más que nada در زبان اسپانیایی اشتباه گرفته شود. این عبارت در اسپانیولی به معنای «بیش از هیچ چیز» یا «بیشتر از همه» است.

## نسخهٔ تمرینی
در ۱۹۵۸، هنرمند بریلی خوزه پراتس اثری به نام «نانیا ایمبورو» (Nanã Imborô) در آلبوم "تام… تام… تام… !" خود نشر داد (1958, Polydor Brasil - LPNG ۴٫۰۱۶), ملودی این اثر توسط جورج بن جور در آهنگ "Mas, que Nada!" استفاده شد و علی‌الخصوص ملودی اثر مندس بسیار مشابه آن است.

## نسخهٔ سرجیو مندس
سرجیو مندس همراه با گروهش، Brasil '66 این آهنگ را در نخستین آلبوم خود کاور کردند (در سال ۱۹۶۶). در ایالات متحده آمریکا، این آهنگ تنها به رتبهٔ ۴۷ چارت پاپ بیلبورد رسید و به رتبهٔ چهارم چارت آسان گوش دادن رسید. این نسخهٔ ۱۹۶۶ بهترین و معروف‌ترین نسخه برای این آهنگ است. در سال ۱۹۸۹، مندس در آلبوم آرارا نسخهٔ دیگری از آن را نیز ساخت؛ در برزیل، آهنگ نیز به عنوان آهنگ تم برای کانال تلویزیونی محلی شبکه رده گلوبوی استرلاس استفاده می‌شود و سرشناسی یافته.
در سال ۲۰۰۶ میلادی، مندس این بار همراه با گروه بلک آید پیز و نغمه‌ای از همسرش، Gracinha Leporace، در آلبوم تایم‌لس آهنگ را مجدداً کاور کرد. این نسخه مشابه آهنگ ۲۰۰۴ «سلام مامان» است. این اثر به خوبی در بسیاری از نمودارهای موسیقی اروپا کسب موفقیت نمود. در جدول تک‌آهنگ‌های بریتانیا، رتبهٔ ۲۹ را یافت و در هفتهٔ دوم انتشارش به رتبهٔ ششم رسید. آهنگ مذکور به عنوان بخشی از موسیقی‌های بازی‌های ای‌ای اسپورتس: جام جهانی فیفا ۲۰۰۶ (بازی ویدئویی) و ان‌بی‌آی زنده ۷ استفاده شد. سال ۲۰۱۱ در فیلم انیمیشن ریو و سپس در سریال ۹۰۲۱۰ نیز استفاده شد سال ۲۰۱۲ بازی فقط رقص ۴, و همچنین مگر آن که از روی جنازه‌اش رد شوی نیز از آهنگ یادشده استفاده کردند.

### فهرست ترک‌ها
1. "Mas Que Nada" (ویرایش رادیویی) – ۳:۳۳
2. "Mas Que Nada" (کار ریمیکس) – ۸:۰۳
3. "Mas Que Nada" (نسخه اصلی Brazil '66) – ۲:۴۱

### چارت‌ها
جدول وارد شدهٔ غیرمجاز: هلندی۴۰|۱
| چارت (۲۰۰۶)                                              | اوج رتبه موقعیت |
| -------------------------------------------------------- | --------------- |
| اتریش (او۳ تاپ ۴۰ اتریش)                                 | ۸               |
| بلژیک (اولتراتاپ ۵۰ فلاندرز)                             | ۷               |
| بلژیک (اولتراتاپ ۵۰ والونی)                              | ۱۲              |
| چارت ۱۰۰ آهنگ برزیلی                                     | 1               |
| خطا: وارد کردن سال برای جدول جمهوری چک الزامی است        | ۶               |
| فرانسه (اس‌ان‌ئی‌پی)                                        | ۴۰              |
| وارد کردن فیلد شناسه ترانه برای جدول‌های آلمان الزامی است | ۹               |
| چارت ایرپلی مجارستان                                     | 1               |
| جدول تک‌آهنگ‌های ایرلند                                    | 14              |
| ایتالیا (فیمی)                                           | ۳۷              |
| سوئیس (شوایزر هیت‌پاراد)                                  | ۴               |
| تک‌آهنگ‌های بریتانیا (اوسی‌سی)                              | ۶               |
| بیلبورد آهنگ رقصی داغ آمریکا                             | 13              |

### فروش
| کشور                   | تعداد  |
| ---------------------- | ------ |
| پادشاهی متحده بریتانیا | ۷۱٬۷۵۰ |